# Brycinus nigricauda
Brycinus nigricauda е вид лъчеперка от семейство Alestidae. Видът е почти застрашен от изчезване.

## Разпространение
Разпространен е в Кот д'Ивоар и Либерия.

## Описание
На дължина достигат до 17,7 cm.